# Odkaz lovce tajgy
Odkaz lovce tajgy (1956) je dobrodružný román pro mládež o výpravě do neprobádaných končin sibiřské tajgy od českého spisovatele Rudolfa Luskače. Roku 1981 byl román v nakladatelství Albatros vydán ve zkráceném znění v literární úpravě Jiřího Sedláčka.

## Obsah románu
Děj románu začíná roku 1934 a popisuje výpravu lovců do neprobádané sibiřské tajgy za vedení sovětského geologa Olega Feklistova, vědeckého pracovníka Leningradského geologického ústavu. Cílem výpravy je najít poklad, o kterém má nejasnou zprávu od svého děda, rovněž geologa Ivana Feklistova, bojovníka proti carismu.
Účastníci výpravy prožívají různá dobrodružství v divoké a nehostinné krajině Jakutska v okolí vesnice Vertlovky, 250 kilometrů vzdálené od zlatokopeckého městečka Aldanu. Jsou ohrožování medvědy, vlky, pardály i tygry, pádem meteoritu a nakonec i bandity, kteří se pokladu chtějí zmocnit. Tito zločinci jsou ovšem vypodobeni jako nepřátelé socialismu.
Do poslední chvíle však nikdo neví, jaký poklad to starý lovec svému vnukovi zanechal. Ten pak v krasových jeskyních najde molybdenit, jehož naleziště nechtěl jeho děd prozradit carskému režimu. Prvotní zklamání se brzy změní v radost, když si všichni uvědomí, jakým přínosem bude tato vzácná molybdenová ruda pro sovětské hospodářství. 